# Crouay
Crouay település Franciaországban, Calvados megyében. Lakosainak száma 507 fő (2022. január 1.). Crouay Blay, Le Breuil-en-Bessin, Campigny, Cottun, Le Molay-Littry, Mosles, Tour-en-Bessin és Le Tronquay községekkel határos.

## Népesség
A település népességének változása:
| Lakosok száma | 331  | 397  | 444  | 503  | 542  | 532  | 529  | 512  | 505  | 507  |
|               | 1968 | 1982 | 1990 | 2006 | 2013 | 2015 | 2017 | 2019 | 2020 | 2022 |